# Figurine Lavazza

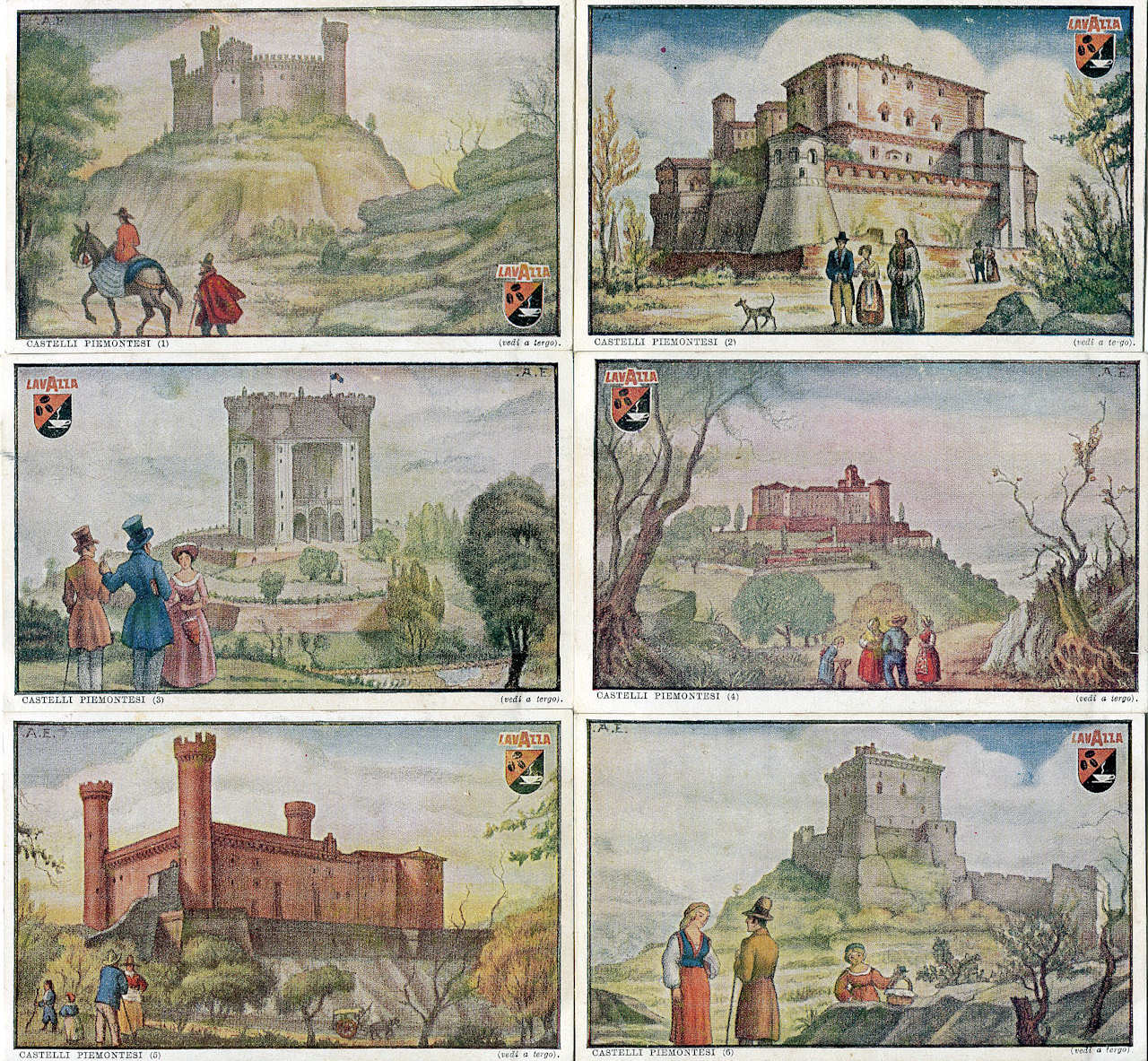
Serie Lavazza nº1 "Castelli Piemontesi" emessa nel 1949

Le figurine Lavazza furono una serie di figurine pubblicate dalla Luigi Lavazza S.p.A. a partire dal 1949.

## Introduzione
Ben consapevole dell'enorme successo e dall'ormai valenza collezionistica su scala mondiale riscosso dalle figurine Liebig, allo stesso modo anche l'azienda italiana Luigi Lavazza S.p.A. decise di promuovere i propri prodotti attraverso la distribuzione di figurine. La prima serie di sei figurine Lavazza venne stampata nel 1949. Lo schema è pressoché identico alle figurine Liebig del periodo: ciascuna serie è costituita da sei figurine di dimensioni 7 × 11 centimetri. Tutte e sei le figurine a fronte offrono un'illustrazione a tema (scene inerenti alla produzione e alla distribuzione del caffè, ma anche storia, geografia, scienze, natura, letteratura...), mentre a tergo didascalie approfondite completano il quadretto. La collezione terminò con la serie nº 283 del 1969.

## Approfondimenti
La collezione di figurine Lavazza è costituita da 283 serie di sei figurine ciascuna  ed edite esclusivamente in lingua italiana. Le ultime 11 serie, dette "non emesse", sebbene già in fase di stampa, non furono mai distribuite e per questo presentano quotazioni di listino decisamente più alte rispetto alle altre serie. La prima serie di figurine intitolata "Castelli Piemontesi" volendo raffigurare proprio i luoghi di origine della famiglia Lavazza che scelse di occuparsi personalmente della realizzazione di tutte quante le emissioni, fino all'anno 1969 in cui la produzione cessò.
Le figurine Lavazza avevano scopo promozionale e venivano omaggiate in serie agli acquirenti della famosa marca di caffè. Ciascuna figurina riporta sempre in un angolo della vignetta a fronte il disegno di una tazzina di caffè con il logo della ditta, mentre in altro punto della vignetta la firma o la sigla dell'autore del disegno. Le prime quindici serie non hanno numerazione, aggiunta in numeri romani solamente a partire dalla serie nº XVI "Pesci Negli Abissi" del 1950. Tale numerazione proseguì sino alla serie nº CXLIII "Animali Selvatici d'Italia", mentre dalla nº 144 "Roma Si Afferma" del 1958 viene adottata la numerazione araba che proseguirà fino alla serie nº283 "Architettura e Arte Musulmana in Egitto". Dalla serie nº XLVI "La Vita di Giuseppe Verdi" il logo dell'azienda, il titolo della serie, la didascalia della singola figurina e la frase "vedi a tergo ..." che invita a girare la figurina per leggere la didascalia anche sul retro, vennero fatte rientrare all'interno della cornice gialla in basso. Tale schema, tranne qualche sporadica eccezione, verrà mantenuto per tutte le serie seguenti. Sempre dalla nº 144 a tergo di ciascuna figurina compare la scritta "Caffè Lavazza Torino" ed una frase che esorta gli acquirenti a continuare la raccolta soprattutto per i loro bambini, in quanto le figurine Lavazza sono sia divertenti, sia istruttive. Sempre a tergo, bene in evidenza, la didascalia con tanto di riferimento allo stampatore ed il divieto di riproduzione.
Le ultime 11 serie, dalla nº 273 alla nº 283, pur se già realizzate, non furono mai messe in circolazione. E per questo motivo che, assieme alla serie n ºXI "Le Maschere 1º" e n ºXIII "Insetti Nel Bosco" costituiscono gli elementi chiave e più ricercati dell'intera raccolta.

## La realizzazione

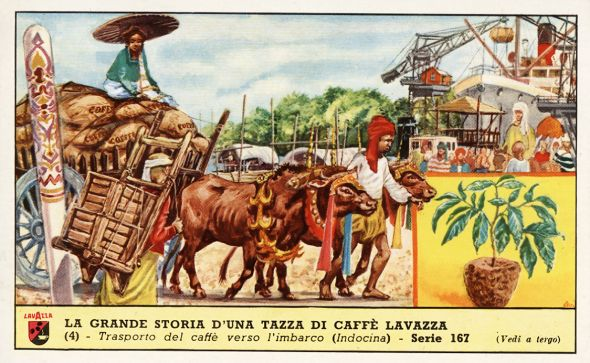
Serie 167, figurina numero 4, il trasporto del caffè verso l'imbarco in Indocina

Ogni anno venivano emesse 24 serie di figurine, stampate con la tecnica della cromolitografia. Giuseppe Lavazza scelse di avvalersi, per le illustrazioni di un paio di maestri elementari e di disegnatori appartenenti al Gruppo Disegnatori del Circolo Artistico Torinese, ciascuno specializzato in un determinato genere: Codan si occupò del filone Architettura e Arte, Gallelli si dedicò alle serie che trattavano di animali e scienze naturali, Fontana e Nicco seguirono le serie favolistiche, Nicoletti e Monti realizzarono le serie di fantasia. A questi si aggiunsero poi Biscaretti, Aldini, Monasterolo, il sig. Sacchi di Lecco e Mattoni, quest'ultimo esperto ed abile in ricostruzioni storiche, specialmente italiane, oltre che biografiche di personaggi illustri. Al figlio venne invece affidato il compito di realizzare serie di fantasia, o legate al mondo delle fiabe. Sono opera sua le serie nº XXXVIII e nº XXXIX "Le Avventure di Pinocchio", oppure le nº LIII e nº LIV "Alice Nel Paese Delle Meraviglie", oppure ancora la nº LXXXVI "La Lampada di Aladino".

## La collezione in cifre
Il valore totale ed aggiornato dell'intera collezione, ammonta a circa 1800 euro (le serie "non emesse" sono quotate circa 60 euro cadauna, così come la nº XI e la nº XIII menzionate sopra). Il mercato collezionistico attorno alle figurine Lavazza è sicuramente più di nicchia, anche se il contenuto numero complessivo di serie ed il fatto che siano tutte ed esclusivamente in lingua Italiana le rende abbastanza richieste. In verità il collezionismo delle figurine Lavazza è tutt'altro che un fenomeno recente. Si pensi infatti che già a metà degli anni settanta venne fondato il Club Lavazza, attraverso il quale tutti gli iscritti potevano innanzitutto acquistare le cartelle specifiche ove riporre le singole serie di figurine Lavazza, essere sempre informati su nuove emissioni, serie esaurite, ed accedere a riviste e cataloghi dediti a questa frangia collezionistica, tra cui il catalogo edito dalla famiglia Sanguinetti di Milano, la stessa che dal 1911 iniziò la distribuzione dell'omonimo catalogo delle figurine Liebig.
A proposito degli accessori, trattandosi di figurine sempre in serie di sei e delle medesime dimensioni delle figurine Liebig, è possibile utilizzare le medesime cartelle e gli stessi fogli d'album (possibilmente senza plastificanti) per una corretta conservazione delle stesse.
La collezione delle figurine Lavazza è oggi visionabile presso il museo Lavazza di Torino.